# Xuetes a la literatura
Aquest article és una llista que recull la presència dels xuetes a la literatura.

## Poesia
- Autos de fe celebrats per la Inquisició de Mallorca en els darrers anys del segle XVII, OLIVER GASÀ, Bartomeu, ca. 1691.
- L'adéu del Jueu, PICÓ i CAMPAMAR, Ramon, 1867.
- La filla de l'argenter, PICÓ i CAMPAMAR, Ramon, 1872.
- A S. M. el Rey, TARONGÍ CORTÈS, Josep, 1877.
- Lo fogó dels juheus, PONS i GALLARZA, Josep Lluís, 1892.
- El xueta (cançó), D'EFAK, Guillem, 196?.
- Càbales del Call (poemari), FIOL, Bartomeu, 2005.

## Novel·la i narració
- Jorge Aguiló o Misterios de Palma, INFANTE, Eduardo, 1866.
- Los muertos mandan, BLASCO IBÁÑEZ, Vicente, 1909.
- La mayorquine, GAUBERT, Ernest, 1914.
- Por el amor al dolor. Una chuetada, MONASTERIO, Antonia de, 1924.
- Mort de dama, VILLALONGA PONS, Llorenç, 1931.
- La custodia AGUILÓ AGUILÓ, Marià, 1956.
- Els emparedats, MOYÀ i GILABERT DE LA PORTELLA, Llorenç, 1958.
- Primera memoria, MATUTE, Ana Maria, 1960.
- El xueta, FERRA i MARTORELL, Miquel, 1984.
- Contes del Call, FERRA i MARTORELL, Miquel, 1984.
- Carrer de l'Argenteria, 36, SERRA i BAUÇA, Antoni, 1988.
- La por, ben AVRAHAM, Nissan, 1992.
- Dins el darrer blau, RIERA, Carmé, 1994.
- La casa del pare, SEGURA AGUILÓ, Miquel, 1995.
- L'atlas furtiu, BOSCH, Alfred, 1998.
- Cap al cel obert, RIERA, Carmé, 2000.
- Abraham Savasorda, PLANAS, Rosa, 2001.
- Josep J. Xueta, POMAR, Jaume, 2001.
- El darrer xueta de Mallorca, AGUILÓ, Tano, 2002.
- Le maître des boussoles, REY, Pascale, 2004.
- La aguja de luz, TURRENT, Isabel, 2006.
- Els crepuscles més pàl·lids, LÓPEZ CRESPÍ, Miquel, 2009.

## Teatre
- Entremès d'un fadrí gran pissaverde, anònim, s. XVIII
- La cua del xueta, UBACH i VINYETA, Francesc d'Assis, 1881.
- Dilluns de festa major, MAYOL MORAGUES, Martí, 1955.
- El fogó dels jueus, MOYÀ i GILABERT DE LA PORTELLA, Llorenç, 1962.
- Els comparses, CORTÈS CORTÈS, Gabriel, 1963.
- A l'ombra de la Seu, VILLALONGA PONS, Llorenç, 1966.

## Llibres de viatges i memòries
- Viatge a les Illes Balears i Pitiüses, GRASSET DE SAINT-SAEVEUR, André, 1800-05.
- Notas y observaciones hechas en mi viaje y permanencia en Mallorca, DE CABANYES Y BALLESTER, Jose Antonio, 1837.
- Un hiver a Majorque, SAND, George, 1839.
- Viaje a la isla de Mallorca en el estio de 1845, CORTADA, Juan, 1845.
- L'illa de la calma, RUSIÑOL, Santiago, 1919.
- Del meu temps, FORTEZA i PINYA, Miquel, 1926-1962.
- Babels i Babilònics, FUSTER i ORTELLS, Joan.
- Diari 1957-58 FUSTER i ORTELLS, Joan
- A dead branch on the tree of Israel, GRAVES, Robert, 1957.
- Memòria xueta. SEGURA AGUILÓ, Miquel. 1994.
- La nissaga d'un xueta, CORTÈS, Llorenç. 1995.
- Històries del Carrer, FORTEZA, Conxa. 2006.
- Arrels xuetes, ales jueves. SEGURA AGUILÓ, Miquel. 2007.